# Kraftwerk Nam Phong
Das Kraftwerk Nam Phong ist ein GuD-Kraftwerk im Landkreis Nam Phong, Provinz Khon Kaen, Thailand.
Die installierte Leistung des Kraftwerks beträgt 710 MW. Mit dem Bau des Kraftwerks wurde 1989 begonnen. Es ging 1990 mit dem ersten Block in Betrieb. Das Kraftwerk ist im Besitz der Electricity Generating Authority of Thailand (EGAT) und wird auch von EGAT betrieben.

## Kraftwerksblöcke
Das Kraftwerk besteht aus zwei Blöcken. Die folgende Tabelle gibt einen Überblick:
| Block | Einheit | Max. Leistung (MW) | Betriebsbeginn | Turbine | Generator | Dampfkessel |
| ----- | ------- | ------------------ | -------------- | ------- | --------- | ----------- |
| 1     | 1       | 121                | 1990           | MHI     | MHI       | MHI         |
|       | 2       | 121                | 1990           | MHI     | MHI       | MHI         |
|       | 3       | 113                | 1992           | MHI     | MHI       |             |
| 2     | 1       | 121                | 1993           | MHI     | MHI       | MHI         |
|       | 2       | 121                | 1993           | MHI     | MHI       | MHI         |
|       | 3       | 113                | 1994           | MHI     | MHI       |             |

Die beiden Blöcke bestehen aus je zwei Gasturbinen sowie einer nachgeschalteten Dampfturbine. An beide Gasturbinen ist jeweils ein Abhitzedampferzeuger angeschlossen; die Abhitzedampferzeuger versorgen dann die Dampfturbine.